# План Полсона

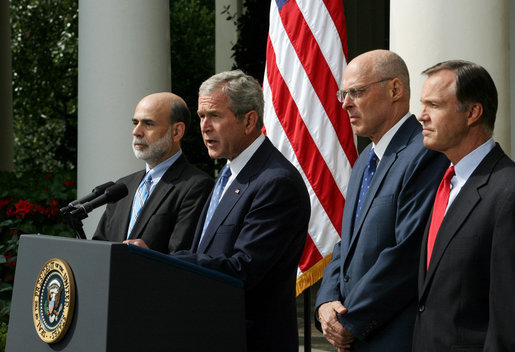
Президент США Джордж Буш младший вместе с Председателем Совета Управляющих Федеральной резервной системы Беном Бернанке (слева), Председателем Комиссии по торговле ценными бумагами Крисом Коксом (справа) и Секретарём Казначейства США Генри Полсоном. Президент США произносит речь в Розовом саду Белого дома по проблеме сложившейся негативной экономической обстановки в стране.

Акт 2008 года о чрезвычайной экономической стабилизации (англ. Emergency Economic Stabilization Act of 2008 (EESA)), известен больше под названием План Полсона (англ. Paulson plan) или План спасения финансовой системы США (англ. Proposed bailout of U.S. financial system) — план мероприятий по преодолению последствий финансового кризиса 2008—2010 годов, предложен министром финансов США Генри Полсоном, принят 110-м Конгрессом Соединенных Штатов и подписан президентом Джорджем Бушем-младшим. План Полсона вступил в законную силу 3 октября 2008 года в рамках Публичного права 110—343 (Public Law 110—343), что произошло в разгар финансового кризиса 2007—2008 годов. Данный закон создал Программу помощи проблемным активам на 700 миллиардов долларов для выкупа токсичных активов у банков. Средства на покупку проблемных активов были в основном перенаправлены на вливание капитала в банки и другие финансовые учреждения, в то время как Казначейство продолжало изучать целесообразность целевых покупок активов. Второй раздел плана предполагал значительные налоговые льготы, предназначенные для поддержки энергетики, прежде всего — альтернативной.
План был разработан в ответ на серию банкротств крупных финансовых структур США, таких как ипотечные агентства Fannie Mae, Freddie Mac, банки Lehman Brothers, Washington Mutual, страховая корпорация American International Group. Стремясь предотвратить крах финансовой системы, министр финансов и бывший глава «Goldman Sachs» (1998—2006) Генри Полсон призвал правительство США выкупить у финансовых институтов проблемные активы на сумму проядка нескольких сотен миллиардов долларов. Предложение Полсона было первоначально отвергнуто Конгрессом, но продолжающийся финансовый кризис и лоббирование президента Буша в конечном итоге убедили Конгресс принять предложение Полсона как часть публичного закона 110—343. «Этот проект по спасению рынка стал самым масштабным со времен кризиса в 30-х годах 20 века», — отмечала «Жэньминь жибао» в сентябре 2011 года.
Хотя первоначальные оценки общей стоимости финансовой помощи правительству составляли 700 миллиардов долларов, однако Программа помощи проблемным активам смогла восстановить средства на общую сумму 441,7 миллиарда долларов из вложенных 426,4 миллиардов долларов, получив прибыль в размере 15,3 миллиарда долларов или годовую норму прибыли в размере 0,6 %, что меньше уровня инфляции.
Термин «бэйлаут» (англ. bailout — «спасение»), означающий финансовую политику, направленную на выкуп государством у финансовых учреждений, т. н. «токсичных активов» (невозвратных кредитных обязательств), с целью недопущения их массового банкротства и коллапса финансовой системы, вошел в широкое употребление именно в связи с планом Полсона.

## История
После либерализации мировых рынков капитала в 1970-х годах и отмены Закона Гласса — Стиголла в 1999 году банковская практика (в основном вдохновленная гринспеновским «саморегулированием») наряду с монетизированными субстандартными ипотечными кредитами, продаваемыми как инвестиции с низким уровнем риска, достигла критической стадии в сентябре 2008 года, характеризующейся серьёзным сокращением ликвидности на мировых кредитных рынках и угрозами неплатёжеспособности инвестиционных банков и других институтов. В ответ правительство США объявило о серии всеобъемлющих шагов по решению проблем.
Инициатива появилась в начале 2008 года, когда министр финансов Генри Полсон поручил двум своим помощникам, Нилу Кашкари и Филиппу Свагелу, разработать план рекапитализации финансовой системы США в случае полного краха. План, который также был представлен председателю Федеральной резервной системы Бену Бернанке, предусматривал покупку правительством США проблемных активов у финансовых институтов на сумму около 500 миллиардов долларов.
Первоначальное предложение было представлено в Палату представителей США с целью приобретения проблемных активов, уменьшения неопределённости в отношении стоимости оставшихся активов и восстановления доверия к кредитным рынкам. Затем законопроект был расширен и внесен в качестве поправки к H. R. 3997. Поправка была отклонена голосованием Палаты представителей 29 сентября 2008 года; было подано 205 голосов за и 228 — против.
Сторонники плана утверждали, что рыночное вмешательство, предусмотренное планом, жизненно важно для предотвращения дальнейшего ослабления доверия к кредитным рынкам США и что бездействие может привести к экономической депрессии. Противники возражали против стоимости и быстроты плана, указывая на опросы, которые показали слабую поддержку среди общественности для «спасения» инвестиционных банков Уолл-стрит, утверждали, что никакие более удачные альтернативы не рассматривались, и что Сенат заставил пройти непопулярную версию через противоположную палату, «подсластив» пакет помощи.
1 октября 2008 года Сенат обсудил и проголосовал за поправку к H. R. 1424 , которая заменила недавно пересмотренную версию Закона о чрезвычайной экономической стабилизации 2008 года. Сенат принял поправку и принял весь изменённый законопроект, проголосовав с результатом 74 против 25. Дополнительные несвязанные положения увеличили стоимость пакета примерно на 150 миллиардов долларов и увеличили объём законопроекта до 451 страницы. Измененная версия H. R. 1424 была направлена в Палату для рассмотрения, и 3 октября Палата проголосовала с результатом 263 против 171. Таким образом, законопроект стал законом. Президент Джордж Буш-младший подписал закон в течение нескольких часов после его принятия Конгрессом, создав Программу помощи проблемным активам (TARP) на сумму 700 миллиардов долларов для покупки обанкротившихся банковских активов.
В понедельник, 6 октября, промышленный индекс Доу Джонса упал более чем на 700 пунктов и опустился ниже 10 000 пунктов впервые за четыре года. В тот же день CNN сообщила об этих событиях на мировом фондовом рынке: британский индекс FTSE 100 упал на 7,9 %; немецкий DAX-на 7,1 %; французский CAC 40 упал на 9 %; В России торговля акциями была приостановлена после того, как фондовый индекс РТС упал более чем на 20 %; Исландия приостановила торговлю акциями шести банков, в то время как правительство разработало антикризисный план.
8 октября 2008 года правительство Великобритании объявило о своём пакете спасения банков, состоящем из создания фондов, долговых гарантий и вливания капитала в банки через привилегированные акции. Этой модели пристально следовали остальная Европа, а также правительство США, которое 14 октября объявило о Программе покупки капитала на сумму 250 миллиардов долларов (143 миллиарда фунтов стерлингов) для покупки акций самых разных банков в попытке восстановить доверие к сектору. Деньги поступили из Программы помощи проблемным активам на сумму 700 миллиардов долларов.
В течение следующих шести месяцев Программа помощи проблемным активам оказалась значительно меньшей в сравнении с другими гарантиями и кредитными лимитами; анализ Bloomberg показал, что к марту 2009 года Федеральная резервная система выделила 7,77 триллиона долларов на спасение финансовой системы, что составляло более половины стоимости всего произведенного в США в том году.

## Предложения Полсона
Министр финансов США Генри Полсон предложил план, согласно которому казначейство США приобретет ипотечные ценные бумаги на сумму до 700 миллиардов долларов. Этот план был немедленно поддержан президентом Джорджем Бушем-младшим и начались переговоры с лидерами Конгресса США о разработке соответствующего законодательства.
Консультации между министром финансов Генри Полсоном, председателем Федеральной резервной системы Беном Бернанке, председателем Комиссии по ценным бумагам и биржам США Кристофером Коксом, лидерами Конгресса и президентом Бушем продвинули вперед разработку предложения о всеобъемлющем решении проблем, создаваемых неликвидными активами. Новости о предстоящем плане привели к некоторой стабилизации фондового, облигационного и валютного рынков 19 сентября 2008 года.
Предложение предусматривало покупку федеральным правительством неликвидных ипотечных ценных бумаг на сумму до 700 миллиардов долларов США с целью повышения ликвидности вторичных ипотечных рынков и снижения потенциальных потерь, с которыми сталкиваются финансовые учреждения, владеющие этими ценными бумагами. Проект предложения был положительно воспринят инвесторами на фондовом рынке, но вызвал падение доллара США по отношению к золоту, евро и нефти. План не был немедленно одобрен Конгрессом; дебаты и поправки рассматривались как вероятные до того, как план должен был получить законодательное утверждение.
На протяжении всей недели 20 сентября 2008 года между членами Конгресса происходили споры по поводу условий и масштабов финансовой помощи, усиленные продолжающимися неудачами таких институтов, как Washington Mutual, и предстоящими 4 ноября национальными выборами.
21 сентября Полсон объявил, что первоначальное предложение, которое исключало бы иностранные банки, было пересмотрено, чтобы включить иностранные финансовые учреждения с присутствием в США. Администрация США оказала давление на другие страны, чтобы они разработали аналогичные планы спасения. 23 сентября план был представлен Полсоном и Бернанке Банковскому комитету Сената, который отклонил его как неприемлемый. 24 сентября президент Буш обратился к нации по телевидению в прайм-тайм, описав, насколько серьёзным может стать финансовый кризис, если Конгресс не примет срочных мер. Также 24 сентября 2008 года кандидат в президенты от Республиканской партии Джон Маккейн и кандидат в президенты от Демократической партии Барак Обама выступили с совместным заявлением, в котором изложили своё общее мнение о том, что «Усилия по защите американской экономики не должны потерпеть неудачу».
План был представлен 20 сентября Полсоном. Названный «Программой помощи проблемным активам» (англ. Troubled Asset Relief Program), но также известный как «Предложение Полсона» (англ. Paulson Proposal) или «План Полсона» (англ. Paulson Plan). Предложение состояло всего из трёх страниц, будучи намеренно коротким по деталям, чтобы облегчить его быстрое прохождение через Конгресс.

### Покупка ипотечных активов
Ключевой частью предложения является план федерального правительства по покупке неликвидных ипотечных ценных бумаг на сумму до 700 миллиардов долларов с целью повышения ликвидности вторичных ипотечных рынков и снижения потенциальных потерь, с которыми сталкиваются финансовые учреждения, владеющие этими ценными бумагами. Проект предложения плана был положительно воспринят инвесторами на фондовом рынке.
Этот план можно охарактеризовать как рискованную инвестицию, а не как расход. Ипотечные ценные бумаги в рамках программы покупки имеют права на денежные потоки от базовых ипотечных кредитов. Таким образом, первоначальный отток государственных средств на покупку ипотечных ценных бумаг должен был компенсироваться текущим притоком денежных средств в виде ежемесячных платежей по ипотечным кредитам. Кроме того, правительство в конечном итоге могло продать активы, хотя будет ли это прибыль или убыток, ещё предстояло выяснить. Хотя дополнительные заимствования для получения средств, необходимых для покупки ипотечных ценных бумаг, могут увеличить государственный долг США, чистый эффект будет значительно меньше, поскольку дополнительный долг будет в значительной степени компенсирован активами ипотечных ценных бумаг.
Ключевой проблемой будет оценка покупной цены ипотечных ценных бумаг, которая представляет собой сложное уравнение, зависящее от множества переменных, связанных с рынком жилья и кредитным качеством лежащих в его основе ипотечных кредитов. Способность правительства компенсировать покупную цену (через сбор ипотечных кредитов в долгосрочной перспективе) зависит от оценки, присвоенной ипотечным ценным бумагам в момент покупки. Например, Merrill Lynch снизила стоимость своих ипотечных ценных бумаг примерно до 22 центов за доллар во втором квартале 2008 года. Вопрос о том, сможет ли правительство в конечном итоге перепродать активы выше покупной цены или будет продолжать просто собирать ипотечные платежи, оставался открытым.
10 февраля 2009 года вновь утверждённый министр финансов Тимоти Гайтнер изложил свой план использования 300 миллиардов долларов, оставшихся в фондах TARP. Он упомянул, что Казначейство США и Федеральная резервная система хотели помочь финансировать частных инвесторов для покупки токсичных активов у банков, но пока было обнародовано мало подробностей. Всё ещё существует некоторый скептицизм в отношении предположения о том, что налогоплательщики могут покупать проблемные активы, не переплачивая. Аналитик Oppenheimer & Company Меридит Уитни утверждает, что банки не будут продавать плохие активы по справедливой рыночной стоимости, потому что они неохотно идут на списание активов. Поскольку акции являются колл-опционом на активы фирмы, эта утраченная волатильность повредила бы цене акций проблемных банков. Поэтому такие банки будут продавать токсичные активы только по ценам выше рыночных.
6 апреля 2008 года Государственная рабочая группа по предотвращению потери права выкупа сообщила, что темпы потери права выкупа превысили возможности программ спасения домовладельцев, таких как Hope Now Alliance, в первом квартале 2008 года.

### Широкие полномочия
Первоначальный план предоставлял бы министру финансов неограниченные полномочия по расходованию средств, защищая его действия от пересмотра Конгрессом или судом. В разделе 8 предложения Полсона говорится: «Решения Секретаря в соответствии с полномочиями настоящего Закона не подлежат пересмотру и передаются на усмотрение агентства и не могут быть пересмотрены каким-либо судом или каким-либо административным учреждением». Это положение не было включено в окончательный вариант.

### Возможное влияние
Максимальная стоимость помощи в размере 700 миллиардов долларов составит 2295 долларов на одного американца (исходя из оценки в 305 миллионов американцев) или 4635 долларов на одного работающего американца (исходя из оценки в 151 миллион человек рабочей силы). Основная часть этих денег должна была быть потрачена на покупку обеспеченных ипотекой ценных бумаг, в конечном счёте обеспеченных американскими домовладельцами, которые, возможно, позже могут быть проданы с прибылью правительством. Неортодоксальный экономист Майкл Хадсон предсказал, что помощь вызовет гиперинфляцию и обвал доллара.
Однако убедительных доказательств роста цен нет, и индекс доллара США фактически поднялся до более высоких уровней, чем до объявления плана. Действительно, в течение недели до и после того, как ЕЭСА была согласована, инвестиционный банк UBS постоянно категорически отрицал, что такие меры спасения были инфляционными, подчеркивая вместо этого, что они были антидефляционными, а не инфляционными.
Федеральный бюджет 2008 года, представленный президентом, составлял 2,9 триллиона долларов. Это означает, что средства, потраченные на помощь в размере 700 миллиардов долларов, увеличивают его на 24 % до 3,6 триллиона долларов, что превышает бюджет 2009 года в 3,1 триллиона долларов. Общая сумма обязательств правительства и предлагаемых обязательств до сих пор в рамках его текущей и предлагаемой финансовой помощи, как сообщается, составляет 1 триллион долларов по сравнению с 14 триллионами долларов экономики Соединенных Штатов.

## Критика плана
Группа республиканских конгрессменов в четверг 2 октября подвергла критике «план Полсона», назвав его «социализмом», и обнародовала альтернативный план.
По их мнению, вместо того, чтобы выкупать проблемные активы у банков и других финансовых институтов, необходимо создать специальный хеджевый фонд, который
будет страховать убытки банков, а не выделять средства на выкуп проблемных активов. Одним из критиков программы правительства стал Ричард Шелби.
По его словам «план Полсона» оказался «неверным с самого начала», поэтому не должен быть ратифицирован.
В частности подвергся критике метод, используемый правительством для отбора банков, так называемый CAMELS-рейтинг. Газета Нью-Йорк Таймс писала, что метод приведет к новой волне консолидаций, так как метод отбирает эффективные банки, и банки «слишком крупные, чтобы дать им упасть».